# Hluboká (Žihle)
Hluboká je vesnice, část obce Žihle v severní části okresu Plzeň-sever v Plzeňském kraji. Leží tři kilometry jihozápadně od Žihle. Její katastrální území měří 469,02 hektarů.

## Historie

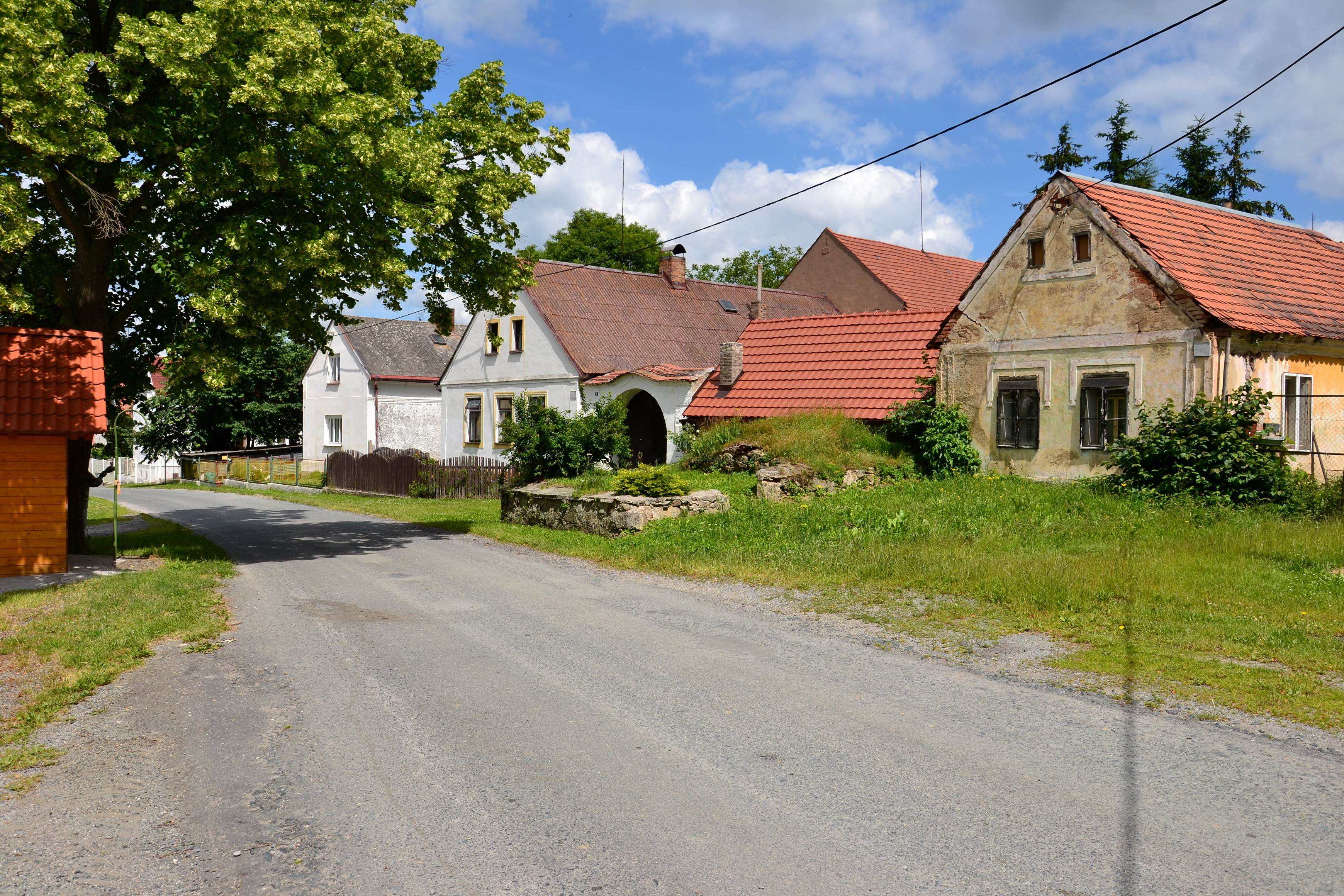
Domy na severní straně návsi

První písemná zmínka o vesnici pochází z roku 1193, kdy Anežka manželka Kuny z Potvorova darovala vsi Hlubokou, Plevu, Dražen a Rybnici plaskému klášteru. Ves Hlubokou tedy zřejmě založili vladykové z Potvorova někdy ve 12. století. Ves dostala jméno podle polohy, kdy ležela původně o něco níže v úzkém údolí s potůčkem.
Do husitských válek patřila Hluboká k panství plaského kláštera. V těchto válkách byla ves spálena a osadníci novou ves přemístili poněkud výše blíže k polím do dnešních míst, když tam objevili vydatný pramen vody. Klášterní panství bylo válkami rozvráceno a po krátkých peripetiích se roku 1420 se dostala ves Hluboká k hradu Rabštejnu a u této vrchnosti již zůstala trvale.
Za třicetileté války roku 1648 oddíl Švédů vypálil pás vesnic: Strážiště, Velká Černá Hať, Kalec, Hlubokou a Ladotice. Do války byla Hluboká českou obcí a zápisy o ní byly vedeny českým jazykem. Tomu odpovídala též jména a příjmení usedlých. Po válce se nedostávalo poddaných a německá rabštejnská vrchnost sem dosazovala osadníky z německých vsí panství. Během několika desetiletí byla obec již prakticky německá. Obyvatelé mluvili nářečím "Egerland" s místními odchylkami, které souhlasilo s rabštejnským a bylo odlišné od nářečí v Žihli, které bylo žatecké a příbuzné saskému.
V roce 1849 vznikly v českých zemích okresy a obecní samosprávy místo původních panství. Hluboká se stala součástí politického okresu Kralovice, soudní okres Manětín.
Vsi byly kdysi často sužovány požáry. Několik stavení zde vyhořelo roku 1889. Velký požár zde vypukl v květnu 1903, kdy shořela zhruba polovina vsi. Po těchto požárech zmizel starý vzhled Hluboké dřevěných doškových chalup a obec shluklá kolem velké oválné návsi mírně skloněné k severozápadu se změnila novou výstavbou z kamene a z cihel.
V 19. století přicházeli do Hluboké čeští lidé sňatkem, ale rychle splývali s německým prostředím. Příchod Čechů zesílil teprve po roce 1900, kdy vedle sňatků v obci rodiny kupovaly nemovitosti a z nich vznikla česká menšina. Tyto rodiny si nyní podržely svůj český jazyk.
Během první světové války padlo 8 mužů německé národnosti v uniformách rakousko-uherské armády, jeden zemřel krátce po návratu domů na následky válečných zranění a útrap. Po vzniku Československa v roce 1918 byly k obci připojeny české osady Kalec a Odlezly, čímž obec Hluboká získala českou většinu. (V samotné Hluboké je tehdy asi 2/3 Němců a 1/3 Čechů). Starostou byl obvykle zvolen Čech, jeho zástupcem pak Němec.
Po Mnichovské dohodě na podzim 1938 byla Hluboká začleněna do Německé třetí říše jako část Sudetské župy (okres Žlutice). Kalec a Odlezly zůstaly ve zbytku Československa, pozdějším Protektorátu. Za 2. světové války padlo 8 mužů z obce Hluboká v uniformách německých ozbrojených sil a jeden zahynul při leteckém hloubkovém náletu na vlak.
Po 10. květnu 1945 se v Hluboké krátce objevili vojáci Rudé armády. V létě 1945 přišly do Hluboké rodiny českých osídlenců, z nejbližšího okolí (zejména z Kalce) a několik dělnických rodin z Trnové u Horní Břízy. Na jaře 1946 byli němečtí občané soustředěni ve sběrném táboře v Nečtinách a v létě toho roku po částech transportováni z nádraží v Mladoticích do okupačních zón v Německu. Z Hluboké tak bylo vysídleno 111 obyvatel.
Někteří noví osídlenci po krátkém čase opět odešli, zůstali zemědělci. Roku 1951 založili v Hluboké jednotné zemědělské družstvo, které hospodařilo asi na 200 ha málo úrodné půdy. JZD nevykazovalo dobré výsledky a tak si družstevníci roku 1959 odhlasovali připojení k blízkému hospodářství (Kalec, Velká Černá Hať) Státního statku Kralovice. Ten se pak roku 1975 stal odštěpným závodem Velkovýkrmen Praha. Od roku 1987 zde hospodařil Státní statek Žihle.
Během let JZD a přechodu do státního statku ubývalo v Hluboké obyvatel, odcházeli zejména mladí po skončení školy a po vyučení. Roku 1961 byla pro nedostatek žáků v Hluboké uzavřena škola a zavedeno autobusové spojení do Kralovic.
Ves se postupně stále více vylidňovala (v roce 2016 měla asi 22 stálých obyvatel) a většina domů sloužila jako rekreační chalupy pro lidi z měst.

## Přírodní poměry
Hluboká u Žihle sousedí s katastrálními územími Nový Dvůr na severu, Žihle a Přehořov na východě, Kalec na jihu, Kotaneč na západě (hranicí je řeka Střela) a Rabštejn nad Střelou na severozápadě. Ke vsi patří i dvě samoty. Tou první je Železný Hamr na Střele (čp. 23). Druhou samotou je čp. 20 poblíž cesty k Rabštejnu pod zaniklou vsí Ladotice.
Geologické podloží katastrálního území tvoří převážně neoproterozoické slabě metamorfované břidlice a droby blovického souvrství, ale mezi Švihovem a Hlubokou se vyskytují také prekambrické vulkanity a metavulkanity zastoupené zelenými břidlicemi, které zasahují i pod vlastní vesnici. Celá oblast leží v geomorfologickém celku Rakovnická pahorkatina, podcelku Žihelská pahorkatina a okrsku Rabštejnská pahorkatina. Ten je tvořený hrásťovou krou se zarovnaným povrchem typu holoroviny, který se sklání směrem od severu k jihu a s výjimkou jižní strany je ohraničený zlomovými až strukturními svahy. Místy se vyskytují žulové exfoliční klenby a neovulkanické suky. Ves Hluboká leží v nadmořské výšce 525–545 metrů. Nejvyšším bodem je Hájka (589 metrů) při severní hranici katastrálního území. Nejnižší místo se nachází v údolí řeky Střely ve výšce 390 metrů. Z půd převažují kyselé kambizemě na sedimentárních horninách a pouze v jihovýchodním cípu území se vyskytují také kambizemě eutrofní vzniklé na svahovinách čedičů. Větší část katastrálního území se nachází na území přírodního parku Horní Střela. Kaňonovité údolí Střely pak spadá i do přírodní rezervace Střela.

## Obyvatelstvo
Při sčítání lidu v roce 1921 zde žilo 162 obyvatel (z toho 74 mužů), z nichž bylo 47 Čechoslováků a 115 Němců. Většina byla římskými katolíky, ale 21 lidí patřilo k církvi československé a čtyři lidé byli bez vyznání. Podle sčítání lidu z roku 1930 měla vesnice 194 obyvatel: 62 Čechoslováků a 132 Němců. Kromě dvou členů církve československé a dvou lidí bez vyznání se hlásili k římskokatolické církvi.
|           | 1869 | 1880 | 1890 | 1900 | 1910 | 1921 | 1930 | 1950 | 1961 | 1970 | 1980 | 1991 | 2001 | 2011 | 2021 |
| --------- | ---- | ---- | ---- | ---- | ---- | ---- | ---- | ---- | ---- | ---- | ---- | ---- | ---- | ---- | ---- |
| Obyvatelé | 156  | 159  | 185  | 184  | 150  | 162  | 194  | 110  | 110  | 80   | 55   | 40   | 29   | 24   | 26   |
| Domy      | 21   | 25   | 30   | 30   | 30   | 30   | 34   | 41   | 55   | 27   | 26   | 35   | 39   | 19   | 38   |

## Obecní správa
Při sčítání lidu v letech 1869–1950 Hluboká byla samostatnou obcí, se kterým patřila nejprve do okresu Kralovice, ale v roce 1950 v okrese Plasy. V roce 1963 byl v Hluboké zrušen místní národní výbor a ves se stala částí střediskové obce Žihle v okrese Plzeň-sever. V letech 1869–1950 k obci patřily Kalec a Odlezly.

## Galerie

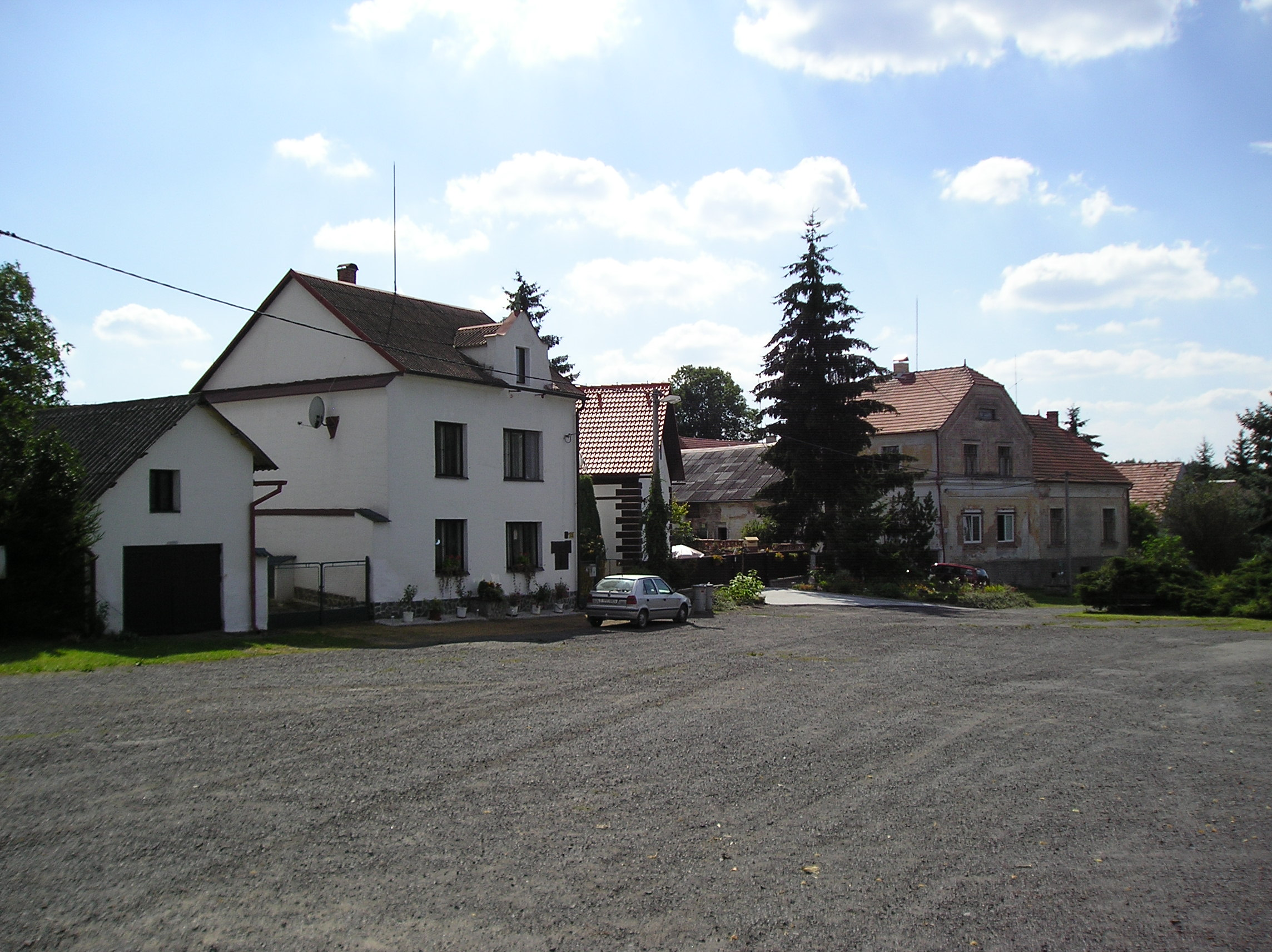
Náves
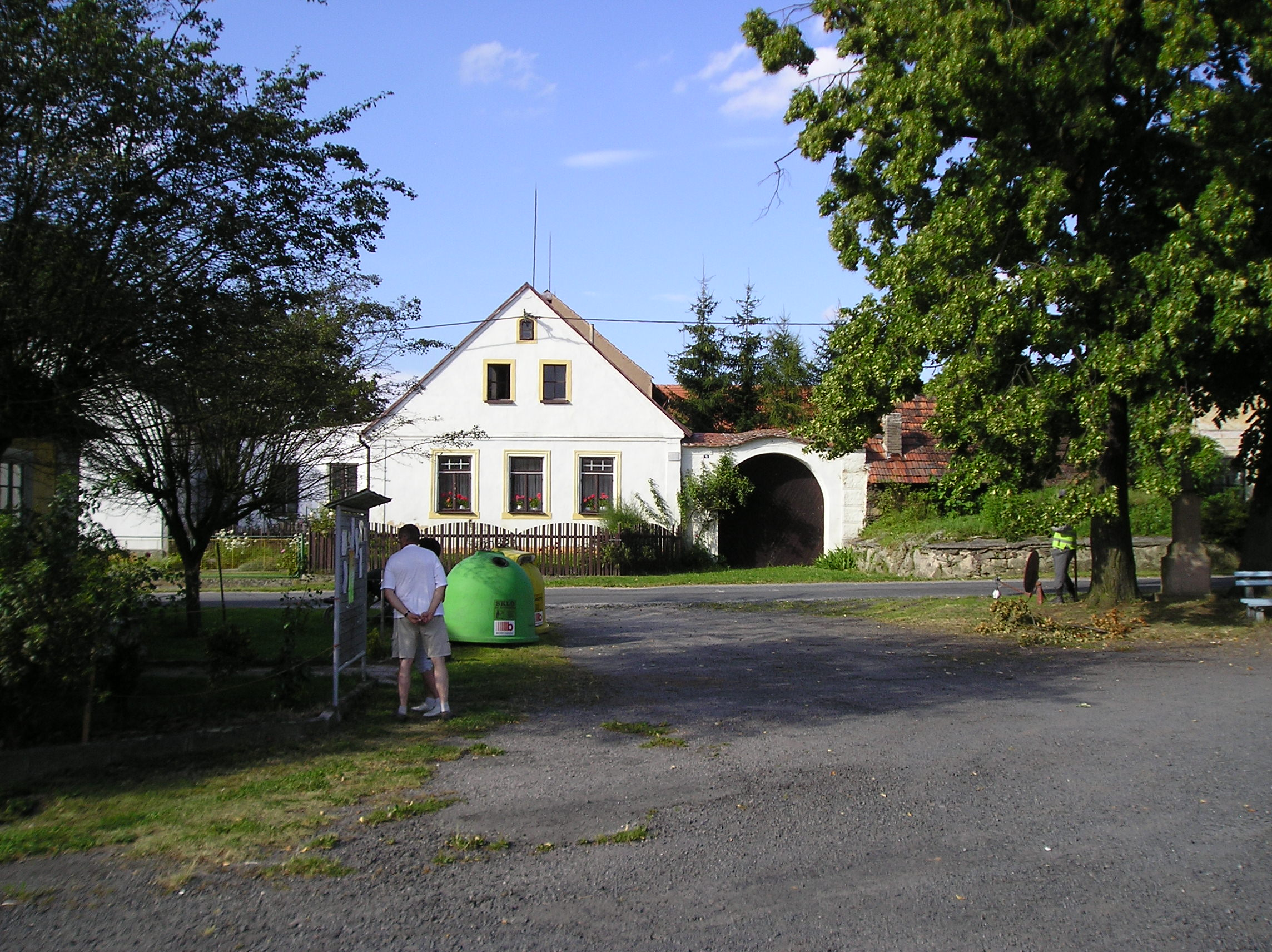
Náves
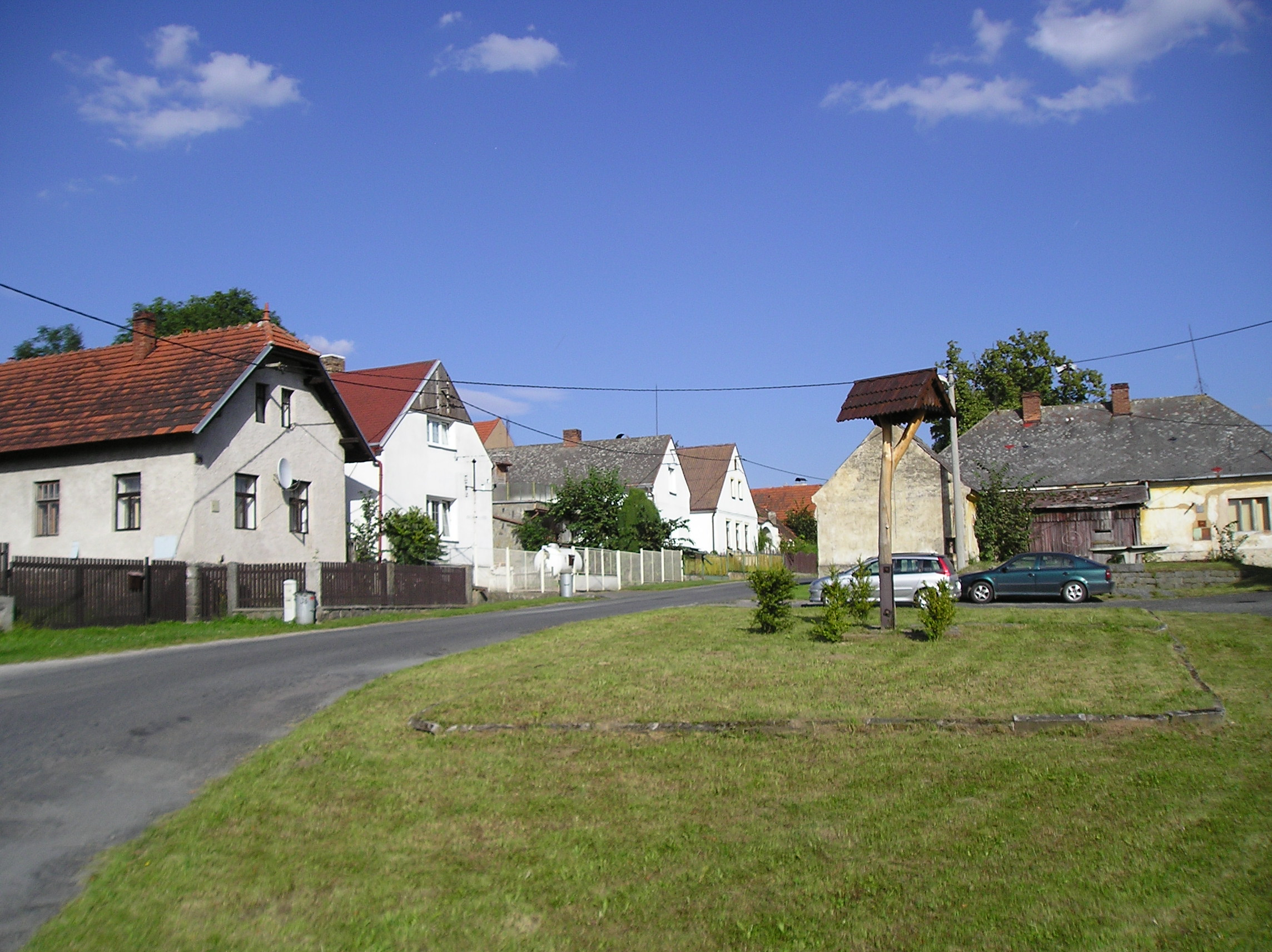
Náves
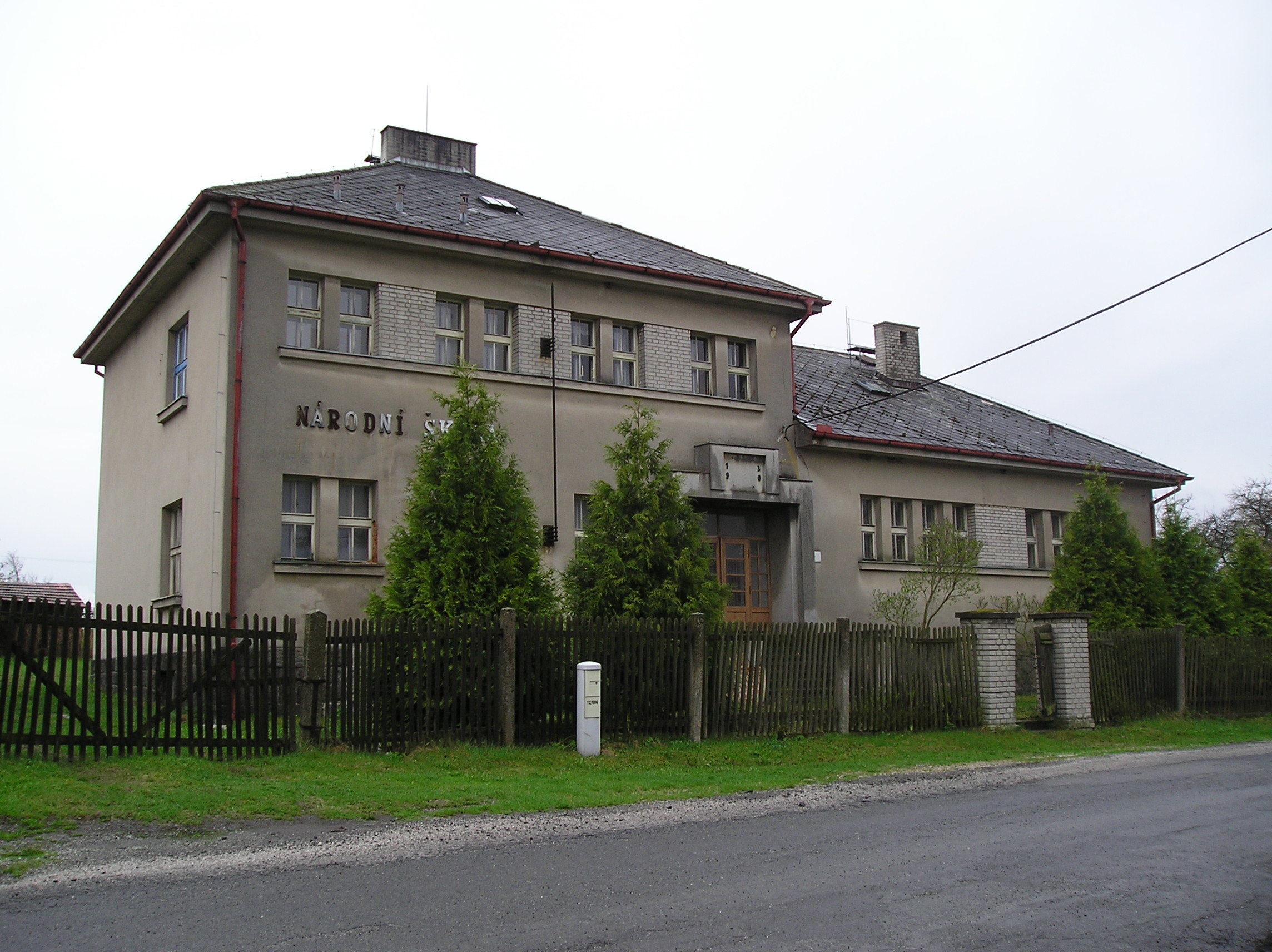
Budova bývalé školy
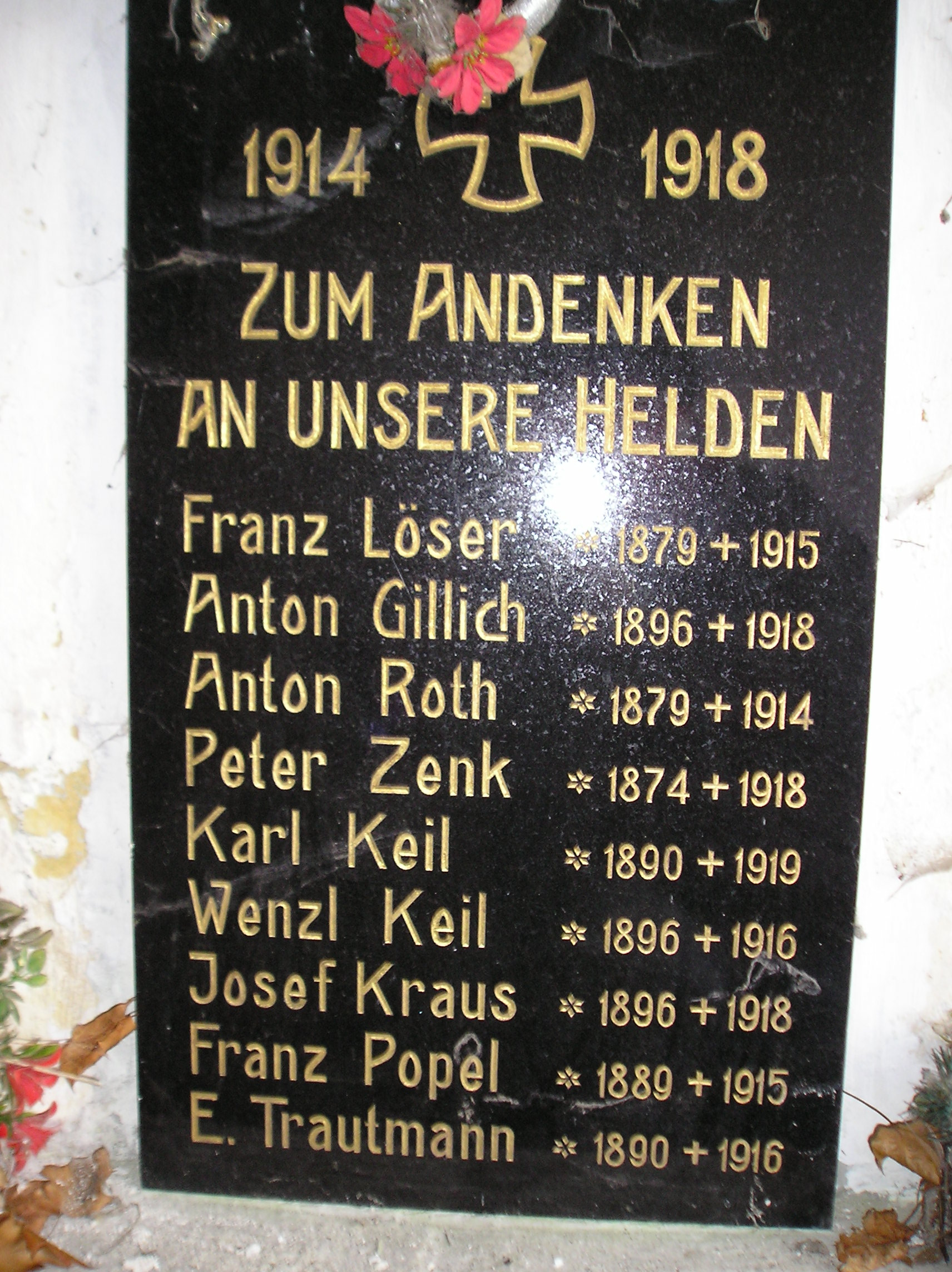
Pamětní deska padlým v první světové válce
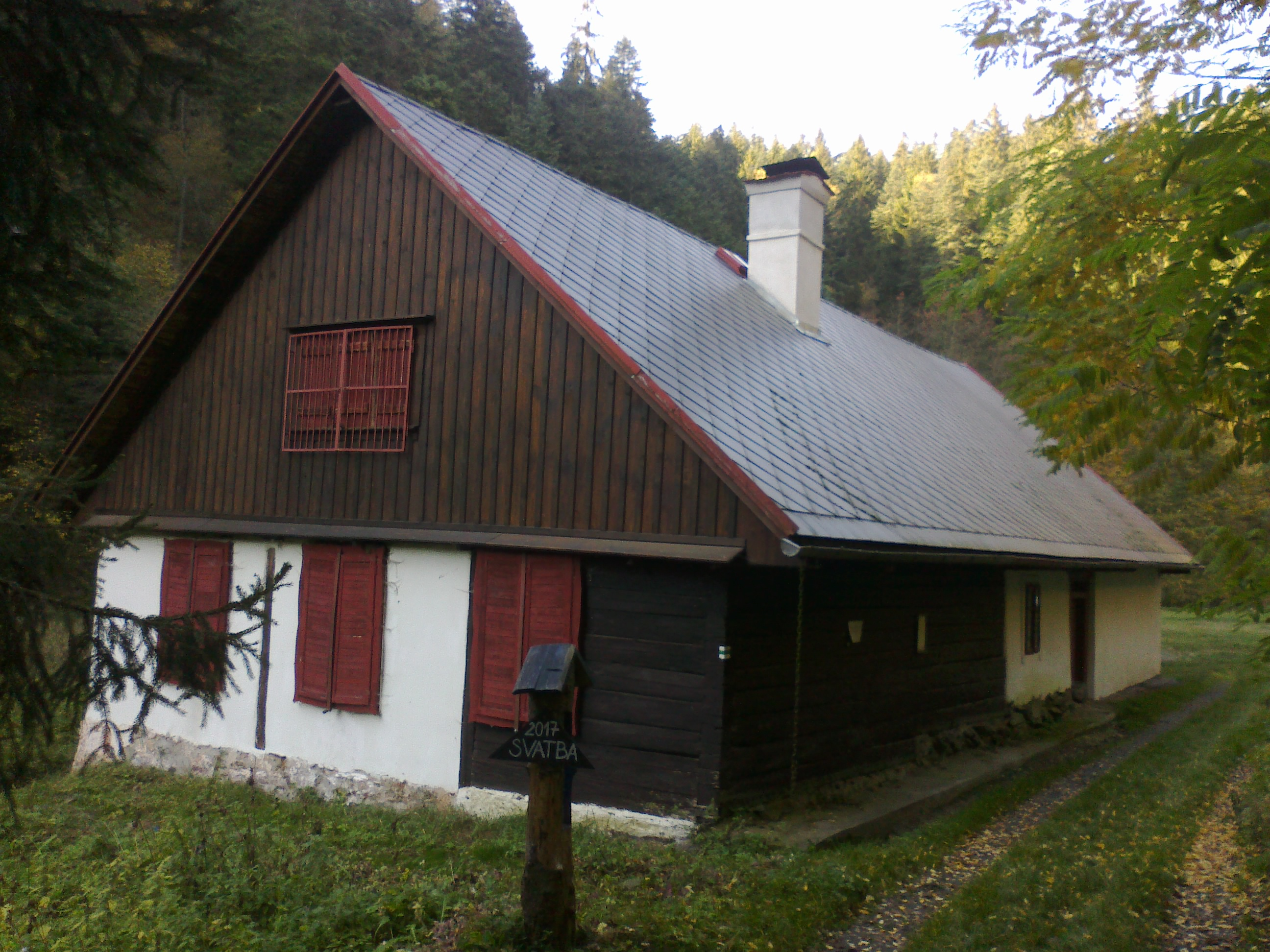
bývalý Železný Hamr na Střele
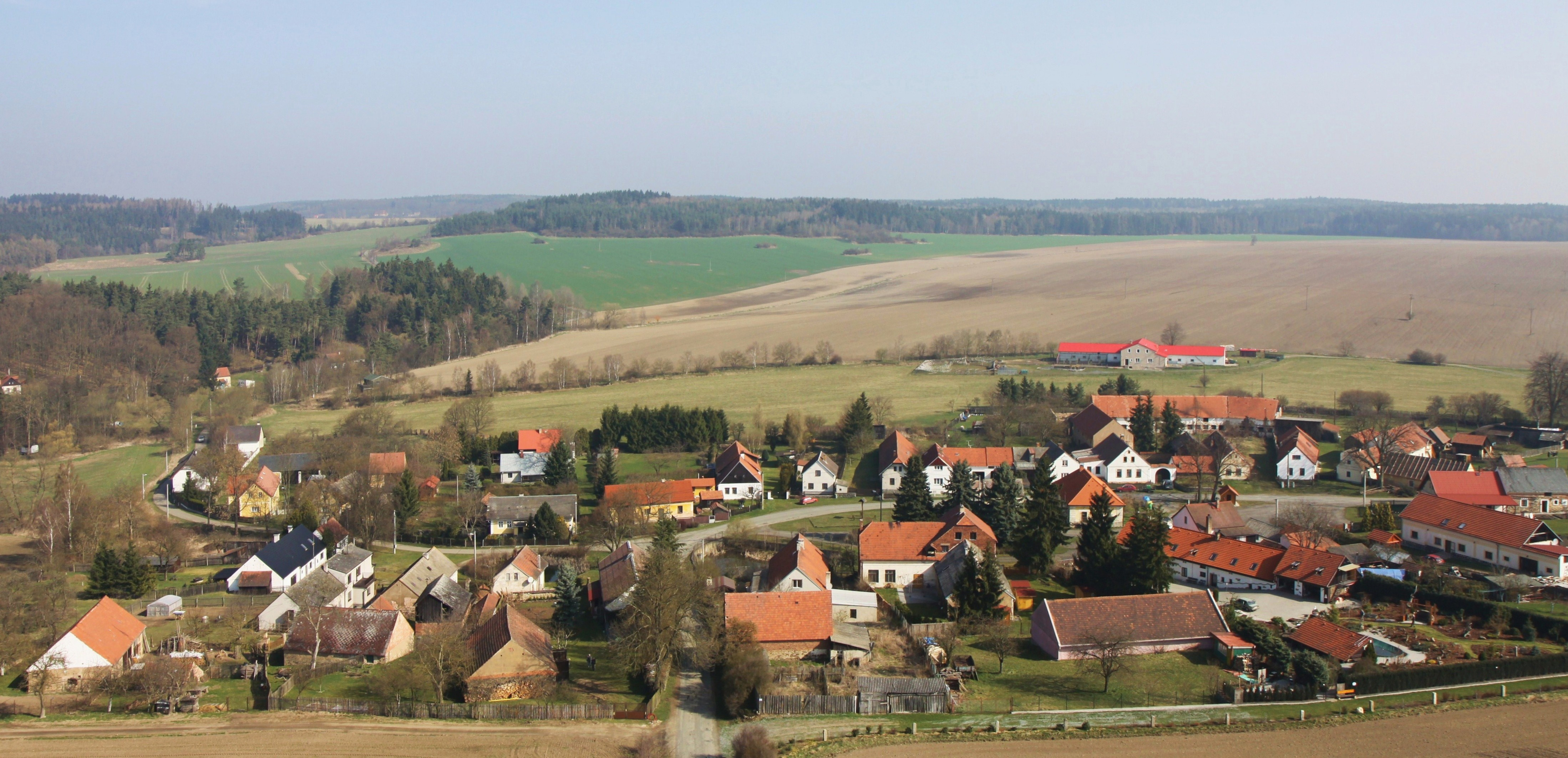
Letecký snímek
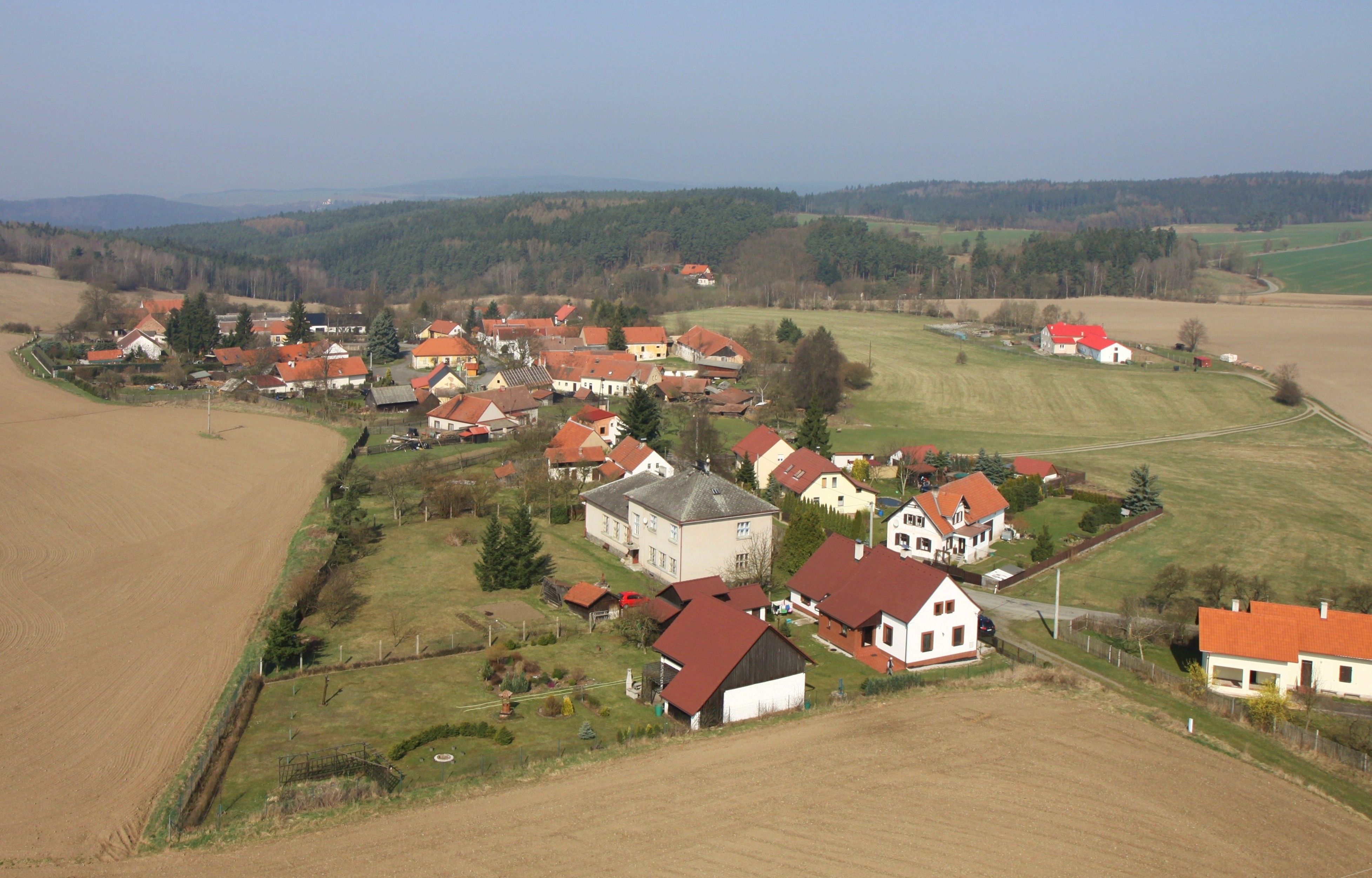
Letecký snímek
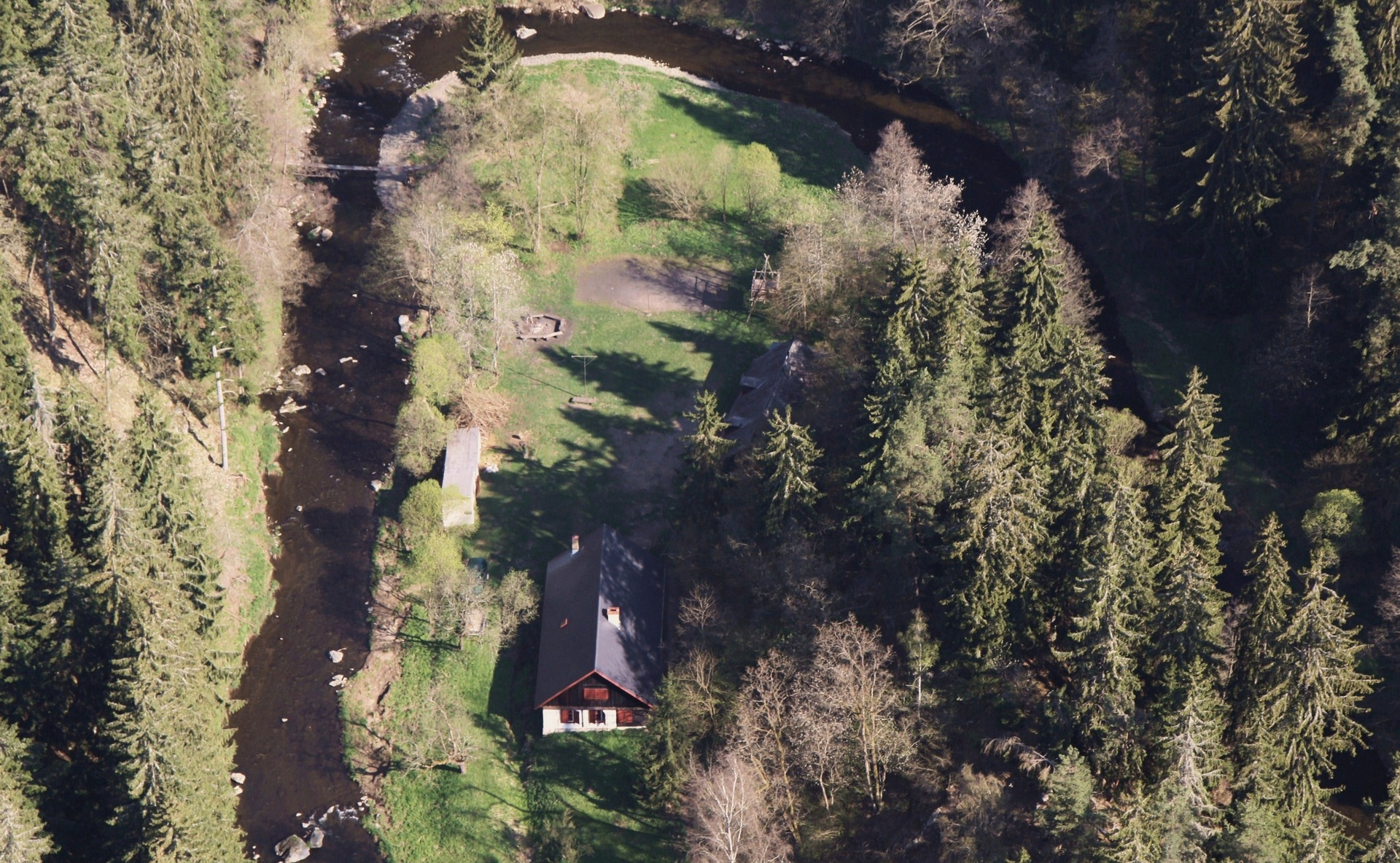
Letecký snímek Železného hamru